# Kristin Chenoweth
Kristin Dawn Chenoweth (/ˈtʃɛnoʊwɛθ/; tên khai sinh:  Kristi Dawn Chenoweth, sinh ngày 24/7/1968) là nữ diễn viên, ca sĩ người Mỹ. Năm 1999, bà thắng một giải Tony cho vai Sally Brown trong vở nhạc kịch You're a Good Man, Charlie Brown (Broadway). Ở lĩnh vực truyền hình, bà từng vào các vai như Annabeth Schott trong The West Wing hay Olive Snook trong phim Pushing Daisies, vai Olive mang về cho bà một giải Primetime Emmy năm 2009 ở hạng mục Nữ phụ xuất sắc trong sê-ri phim hài.

## Thời thơ ấu
Nữ ca sĩ được hai vợ chồng kỹ sư hóa học Junie Smith và Jerry Morris Chenoweth nhận nuôi và đặt tên là Kristi Dawn Chenoweth khi bà mới 5 ngày tuổi. Gia đình bà sống ở Broken Arrow, Oklahoma, vùng ngoại ô thành phố Tulsa.

## Danh sách phim

### Điện ảnh
| Năm  | Tên                                    | Vai                  | Ghi chú                     |
| ---- | -------------------------------------- | -------------------- | --------------------------- |
| 2002 | Topa Topa Bluffs                       | Patty                |                             |
| 2005 | Bewitched                              | Maria Kelly          |                             |
| 2006 | The Pink Panther                       | Cherie               |                             |
| 2006 | RV                                     | Mary Jo Gornicke     |                             |
| 2006 | Running with Scissors                  | Fern Stewart         |                             |
| 2006 | Stranger than Fiction                  |                      |                             |
| 2006 | Deck the Halls                         | Tia Hall             |                             |
| 2006 | A Sesame Street Christmas Carol        | Christmas Carol      | Lồng tiếng                  |
| 2008 | Space Chimps                           | Kilowatt             | Lồng tiếng                  |
| 2008 | Tinker Bell                            | Rosetta              | Lồng tiếng                  |
| 2008 | Giáng sinh kỳ quặc                     | Courtney             |                             |
| 2009 | Into Temptation                        | Linda Salerno        |                             |
| 2009 | Tinker Bell and the Lost Treasure      | Rosetta              | Lồng tiếng                  |
| 2010 | Tinker Bell and the Great Fairy Rescue | Rosetta              | Lồng tiếng                  |
| 2010 | You Again                              | Georgia King         |                             |
| 2012 | Hit and Run                            | Debby Kreeger        |                             |
| 2013 | Family Weekend                         | Samantha Smith-Dungy |                             |
| 2014 | The Opposite Sex                       | Bà Kemp              |                             |
| 2014 | Rio 2                                  | Gabi                 | Lồng tiếng                  |
| 2015 | Strange Magic                          | Sugar Plum Fairy     | Lồng tiếng                  |
| 2015 | The Boy Next Door                      | Vicky Lansing        |                             |
| 2015 | The Peanuts Movie                      | Fifi                 | Lồng tiếng                  |
| 2015 | Twinsters                              |                      | Nhà sản xuất; phim tài liệu |
| 2016 | Hard Sell                              | Lorna Buchanan       |                             |
| 2017 | Class Rank                             | Janet Krauss         |                             |
| 2017 | My Little Pony: The Movie              | Công chúa Skystar    | Lồng tiếng                  |
| 2017 | The Star                               | Chuột Abby           | Lồng tiếng                  |
| 2020 | Holidate                               | Dì Susan             | Hậu kỳ                      |
| 2020 | The Witches                            | Daisy/Mary           | Lồng tiếng                  |